# Сафира (район)
Сафира или Эс-Сафира (араб. سفيرة‎) — район (минтака) в составе мухафазы Халеб, Сирия. Административным центром является город Сафира.

## География
Район расположен в южной части мухафазы Халеб. На востоке находится крупной (но пересыхающее) солёной озеро Эль-Джаббуль граничит с районом Манбидж, на юге с мухафазой Хама, на западе с районом Джебель-Семъан, на севере с районом Дейр Хафир.

## Административное деление
Район разделён на 5 нахий. До 2009 года нахия Телль-Аран являлась частью нахии Сафира.
| Нахия      | Административный центр | Население (2004 г.), чел. | Карта |
| ---------- | ---------------------- | ------------------------- | ----- |
| Сафира     | Сафира                 | 132 658                   |       |
| Телль-Аран | Телль-Аран             | 132 658                   |       |
| Ханассер   | Ханассер               | 17 618                    |       |
| Бенан      | Бенан                  | 17 193                    |       |
| Эль-Хаджиб | Эль-Хаджиб             | 10 408                    |       |